# (4425) Bilk
(4425) Bilk ist ein Asteroid des inneren Hauptgürtels, der am 30. Oktober 1967 vom tschechischen Astronomen Luboš Kohoutek von der Hamburger Sternwarte aus entdeckt wurde.
Der Asteroid wurde nach Bilk, einem Stadtteil von Düsseldorf benannt. In Bilk wurde 1843 von Johann Friedrich Benzenberg die private Sternwarte Düsseldorf eingerichtet, die nach seinem Tod in den Besitz der Stadt Düsseldorf überging. Von dieser Sternwarte aus entdeckte Karl Theodor Robert Luther von 1852 bis 1890 insgesamt 24 Asteroiden. Die Sternwarte wurde 1943 während eines Bombenangriffs zerstört.